# Em Nemer
Em Nemer er en dansk dokumentarfilm fra 1979, der er instrueret af Hanne Nilsson og Kalle Høver.

## Handling
En palæstinensisk flygtning i Libanon. De landflygtige palæstinensere hører man ofte omtalt som terrorister. Em Nemer, der har født 12 børn - de 11 i landflygtighed - er en af de ca. 700.000 palæstinensere, der måtte flygte fra deres hjem i Palæstina på grund af zionistiske angreb og trusler om udslettelse.